# Stanley Kubrick
Stanley Kubrick (New York, 26 juli 1928 – Harpenden, 7 maart 1999) was een Amerikaans filmregisseur. Hij staat bekend als een van de meest vernieuwende en invloedrijke filmregisseurs aller tijden. Kubrick begon als fotograaf en ontwikkelde zich langzaam tot onafhankelijke regisseur van documentaires en films. Hij kreeg succes met zijn eerste films voor Hollywood en vertrok daarna naar Engeland om meer controle over zijn producties te krijgen. Vanaf de jaren zestig maakte hij onder andere Lolita (1962), Dr. Strangelove, Or How I Learned To Stop Worrying and Love the Bomb (1964) en 2001: A Space Odyssey (1968). Na deze periode kwam er meer tijd tussen nieuwe films te liggen. Hij regisseerde slechts vijf films in twintig jaar tussen 1970 en 1999. Kubrick overleed op 7 maart 1999 in Harpenden, nabij London.

## Biografie

### Jeugdjaren
Stanley Kubrick werd in 1928 geboren in The Bronx, New York, als oudste van twee kinderen van joodse immigranten uit Oost-Europa. Kubrick kreeg op twaalfjarige leeftijd voor zijn verjaardag een fotocamera van zijn vader. Rond dezelfde tijd leerde zijn vader hem ook schaken. Kubrick trok door New York om foto's van alledaagse gebeurtenissen te maken. Hij bleek zoveel talent te hebben, dat hij op zestienjarige leeftijd werd aangenomen als fotograaf bij het tijdschrift Look. Rond dezelfde tijd werd hij lid van een schaakclub. Deze twee passies uit Kubricks jeugd hebben een blijvende invloed gehad op zijn denken en werkwijze.

### Vroege werk
Via het tijdschrift Look kwam Kubrick in contact met een New Yorkse filmproducent die bezig was met een aantal goedkope tien minuten durende documentaires voor televisie. Hoewel Kubrick geen enkele regie-ervaring had, werd hij door de producent gevraagd om twee filmpjes te regisseren. Kubrick maakte Day of the Fight, een documentaire over een professioneel bokser, en Flying Padre, een documentaire over een dominee die met zijn vliegtuig rondreist. Hierna maakte Kubrick een promotiefilmpje voor een sportvereniging, The Seafarers.
Kubrick vond nu dat het tijd werd voor een speelfilm en met zijn laatste spaargeld financierde hij zelf een 62 minuten durende oorlogsfilm genaamd Fear and Desire. Opnames vonden gedurende vijf weken plaats in de San Gabriel Mountains, net ten noorden van Los Angeles. De film was een succes en van de winst financierde hij zijn eerste echte film: Killer's Kiss. Ook dit was een film met een klein budget, die volledig werd opgenomen op loopafstand van Kubricks appartement in The Bronx. 

### Meesterwerken
Kubrick kreeg door MGM een contract aangeboden en hij vertrok naar Hollywood.
In Hollywood maakte hij drie films: de misdaadfilm The Killing (1956), de oorlogsfilm Paths of Glory (1957) met zijn echtgenote Christiane Susanne Harlan in een bijrol en de spektakelfilm Spartacus (1960). Al deze films groeiden uit tot ware filmklassiekers en gaven Kubrick de status van een grootmeester.
Kubrick zelf was er niet tevreden over: hij vond dat de grote filmstudio's hem te veel beperkten in zijn vrijheid. Kubrick geloofde namelijk dat de regisseur alle macht bij het maken van zijn film moet hebben en pas als hij eenmaal tevreden is, kan de film naar de bioscopen. Hollywood was echter zo op geld gericht dat het voor Kubrick onmogelijk was om zijn geliefde werkwijze toe te passen.
De regisseur besloot hierop zijn spullen te pakken en verhuisde naar Engeland. Daar richtte hij zijn eigen bedrijf op en bouwde in de achtertuin van zijn huis een enorme filmstudio, waar hij afgezonderd van de rest van de filmwereld, op zijn gemak, met een handjevol betrouwbare technici, de ene film na de andere afleverde.

### Latere jaren en dood
Kubrick gedroeg zich als een kluizenaar en trad bijna nooit meer op in het openbaar. Hij gaf geen interviews en liet niets over zijn komende filmplannen naar buiten lekken. De regisseur stond erom bekend zeer perfectionistisch te zijn. Kubrick liet scènes soms honderd keer overdoen, als hij ontevreden was over het vermogen van een acteur. Kubrick maakte verschillende versies van zijn films en bedacht talloze scènes die uiteindelijk de montage niet haalden. Dat bezeten perfectionisme zorgde ervoor dat zijn films niet alleen heel duur waren, maar dat het ook nog eens heel lang duurde voor er weer een volgende film kwam.
In 1962 maakte Kubrick Lolita, een psychologische film. Twee jaar later maakte hij met Dr. Strangelove een satire over de Koude Oorlog. 2001: A Space Odyssey (1968) wordt door velen nog steeds gezien als de beste sciencefictionfilm ooit en A Clockwork Orange (1971) wordt gezien als een van de beste films van de jaren 70.
In 1975 maakte Kubrick met Barry Lyndon een kostuumdrama zonder kunstmatig licht en in 1980 boekte hij een enorm succes met de horrorfilm The Shining.
In de jaren daarna gingen Kubricks perfectionisme een steeds grotere rol spelen. De regisseur verdween langere tijd uit beeld. Pas in 1987 kwam hij onverwacht terug met de oorlogsfilm Full Metal Jacket, volgens velen een klassieker in het genre.
Na Full Metal Jacket werd het opnieuw stil rond de regisseur. Veel mensen gingen speculeren over wat de nieuwe film zou worden, maar de regisseur liet weer niets van zich horen. Ruim tien jaar later kwam hij met een nieuwe film het erotische drama Eyes Wide Shut. Deze film werd met zeer gemengde gevoelens ontvangen. Wat Kubrick precies met de film wilde zeggen was niet voor iedereen duidelijk. De regisseur kon er zelf niets meer over zeggen want hij was enkele weken daarvoor, in maart 1999, in zijn slaap overleden. Kubrick stond erom bekend, op het laatste moment de hele montage van zijn film om te gooien.

## Thema's en stijl
De twaalf speelfilms die Kubrick in een periode van vijftig jaar maakte, kenmerken zich door een pragmatische aanpak en pessimistische wereldvisie met een opvallende emotionele afstandelijkheid. Kubrick betrekt zijn publiek niet bij de emoties van de hoofdpersoon maar laat de kijker zelf conclusies trekken.
De films van Stanley Kubrick vertonen de invloed van zijn aanleg voor stilistische fotografie. Zijn vroege documentaires kunnen als een uitbreiding van zijn portfolio voor Look Magazine worden gezien. De kenmerken van zijn films zijn: de fotografie, de vaak langzame, statige camerabewegingen en ongewone standpunten. Decors. Ook de muziek, geluidseffecten en montage zijn technisch verfijnd. In zijn films experimenteerde Kubrick met vernieuwende speciale effecten. Kubricks experimenten die hij met de filmtechniek in al zijn films deed, zijn sindsdien door talloze andere filmregisseurs toegepast.
Hoewel Kubrick vrijwel alle genres beoefende, vertonen zijn films niet alleen technisch, maar ook thematische overeenkomsten. In al zijn films staat een hoofdpersoon centraal. Deze persoon komt vaak met iets of iemand in aanraking en wordt daardoor aan het twijfelen gebracht. Hierdoor komt de persoon lijnrecht tegenover de mensenmassa te staan. De persoon moet dan kiezen tussen goed en kwaad, waarna hij het verkeerde kiest. Deze karakterontwikkeling noemde Kubrick de ontmenselijking van het individu. Ook zijn de thema's in al zijn films hetzelfde: de negatieve kant van de menselijke natuur. Thema's als wraak, hebzucht, lust, zinloosheid, krankzinnigheid en geweld komen veelvuldig voor. Als decor om deze thema's in te plaatsen, gebruikt Kubrick vaak oorlog. Zes van zijn twaalf films gaan over de zinloosheid van oorlog.
Een derde inhoudelijke overeenkomst is dat Kubrick in zijn films experimenteerde met vertelvormen. Zo zijn een groot aantal van zijn films onderverdeeld in episodes, gebruikte hij vaak voice-over en experimenteerde hij met het tempo.
Een vierde overeenkomst is dat Kubrick in al zijn films de controverse opzocht. Zwarte humor, grof geweld, expliciete seks, racisme en drugsgebruik zijn elementen die niet zelden in zijn films te zien zijn. De onderwerpen, die hij in zijn films behandelde en de gewaagde manier van filmen zorgden vaak voor controverse. Iedere film van Kubrick was zowel artistiek als commercieel een groot succes, behalve Barry Lyndon, dat geen commercieel succes was.

## Trivia
- Paths of Glory werd verboden in Frankrijk tot de dood van Charles de Gaulle, vanwege de kritiek op de Franse krijgsraad tijdens de Eerste Wereldoorlog;
- Lolita zorgde voor controverse vanwege het onderwerp, namelijk de seksuele obsessie van een volwassen man voor een meisje van 14;
- De geruchten gaan dat filmregisseur Stanley Kubrick door NASA werd benaderd om de ‘maanlandingen’ op te nemen in een studio. Een aanwijzing daarvoor is een foto van een maansteen met de letter ‘C’ erop. Een decorstuk? Kubrick was op dat moment bezig met de sciencefictionfilm 2001: A Space Odyssey, waarbij hij gebruikmaakte van gedetailleerde filmsets van het maanoppervlak. Dat maakte hem de ideale kandidaat. In latere films zou Kubrick zelfs hints hebben verborgen waarmee hij erop wees dat hij betrokken was bij dit geheime project;
- A Clockwork Orange zou aanzetten tot extreem geweld onder jongeren (er vonden inderdaad een aantal na-aap-moorden en -verkrachtingen plaats). Kubrick nam na een aantal bedreigingen de film zelf uit roulatie in Engeland;
- Full Metal Jacket zou te kritisch zijn over het Amerikaanse leger en gaf aanleiding voor hevige discussies.

## Filmografie
- 1951: Day of the Fight (korte documentaire)
- 1951: Flying Padre (korte documentaire)
- 1952: The Seafarers (korte documentaire)
- 1953: Fear and Desire
- 1955: Killer's Kiss
- 1956: The Killing
- 1957: Paths of Glory
- 1960: Spartacus
- 1962: Lolita
- 1964: Dr. Strangelove or: How I Learned to Stop Worrying and Love the Bomb
- 1968: 2001: A Space Odyssey
- 1971: A Clockwork Orange
- 1975: Barry Lyndon
- 1980: The Shining
- 1987: Full Metal Jacket
- 1999: Eyes Wide Shut

## Prijzen en nominaties
Alle latere films van Stanley Kubrick, met uitzondering van The Shining, werden in verschillende categorieën genomineerd voor Oscars of Golden Globes.
- Bibsys: 90072365
- Biblioteca Nacional de España: XX1016070
- Bibliothèque nationale de France: cb119101579 (data)
- Catàleg d'autoritats de noms i títols de Catalunya: 981058514066606706
- CiNii: DA08661775
- Gemeinsame Normdatei: 11856739X
- International Standard Name Identifier: 0000 0001 1021 4609
- Library of Congress Control Number: n50047956
- Nationale Bibliotheek van Letland: 000036924
- MusicBrainz: 8491e235-3e71-4a1f-b4d0-45012d678cc3
- Bibliotheek van het Japanse parlement: 00620956
- Nationale Bibliotheek van Tsjechië: jo20010087108
- Nationale bibliotheek van Australië: 35284373
- Nationale Bibliotheek van Israël: 987007264075805171
- Nationale Bibliotheek van Polen: a0000001183106
- Nationale en Universitaire bibliotheek Zagreb: 000574428
- Nederlandse Thesaurus van Auteursnamen: 069261148
- PIC: 319063
- Réseau des bibliothèques de Suisse occidentale: 02-A003477796
- RKD-Nederlands Instituut voor Kunstgeschiedenis: 401754
- Istituto Centrale per il Catalogo Unico: CFIV082388
- LIBRIS: 207549
- SNAC: w6dp4wfj
- Système universitaire de documentation: 026954710
- Trove: 897204
- Union List of Artist Names: 500044493
- Virtual International Authority File: 14772018
- WorldCat: E39PBJpYrQdxJkMDBXqdY6vyh3

Day of the Fight (1951) · Flying Padre (1951) · Fear and Desire (1952) · The Seafarers (1953) · Killer's Kiss (1955) · The Killing (1956) · Paths of Glory (1957) · Spartacus (1960) · Lolita (1962) · Dr. Strangelove (1964) · 2001: A Space Odyssey (1968) · A Clockwork Orange (1971) · Barry Lyndon (1975) · The Shining (1980) · Full Metal Jacket (1987) · Eyes Wide Shut (1999)